# Томо Алексић
Томо (Гвоздена) Алексић (Пећ, 1890 — 31. август 1916) био је српски командант. Двоструки је носилац Карађорђеве звезде са мачевима.

## Биографија
Био је земљорадник из Сувог Дола, срез прокупачки. Рођен је 1890. године у Пећи, одакле се његова породица доселила у Топлицу, село Суви До. У ратове је кренуо као редов Гвозденог пука. После Колубарске битке унапређен је у чин резервног потпоручника. Први пут је одликован као наредник са Златним војничким орденом КЗм, за подвиге у току битака на Церу и Колубари. На Солунском фронту је као потпоручник командовао водом, а за време битке на Горничеву — после избацивања из строја неколико официра — преузео је команду над четом. Рањен је 30. августа 1916. године, а умро је сутрадан у пољској болници Моравске дивизије. Сахрањен је код железничке станице Острово. За показану храброст у бици на Горничеву одликован је официрским орденом Карађорђеве звезде са мачевима 4. реда. Поред две Карађорђеве звезде са мачевима, био је одликован Златном медаљом за храброст, руским Орденом св. Ђорђа и другим одликовањима.
Са супругом Ранком имао је кћери Ивку, Петрију, Радмилу и Милану и сина Ранка.